# Teach Me Again
Teach Me Again è un singolo della cantante statunitense Tina Turner e della cantante italiana Elisa, pubblicato il 27 gennaio 2006.

## Descrizione
La canzone fu scritta dalla cantautrice italiana con Ali Soleimani Noori, l'allora fidanzato di Elisa, per il film corale All the Invisible Children, presentato fuori concorso il 1º settembre 2005 al 62º Festival del Cinema di Venezia e uscito ufficialmente in Italia il 1º marzo 2006 (il lungometraggio denuncia la situazione dei bambini lavoratori in varie parti del mondo e il testo del brano ha diversi collegamenti con gli argomenti affrontati dal film, in particolare la mancanza di libertà).
I proventi ricavati dalla vendita del singolo vengono devoluti a progetti dell'Unicef per combattere la malnutrizione infantile in Africa.
Il brano fu pubblicato come singolo e non inserito in nessun album, in Italia sia in versione download digitale digipak che in versione CD (l'ultimo di Elisa), mentre uscì in CD jewel case in Germania, Austria, Svizzera, Grecia) e negli Stati Uniti.
La canzone vede inoltre la partecipazione di Jeff Beck alla chitarra.

### Cronologia pubblicazione
| Paese          | Data             | Formato                   | Etichetta           |
| -------------- | ---------------- | ------------------------- | ------------------- |
| Italia         | 27 gennaio 2006  | Download digitale Airplay | Sugar               |
| Italia         | 10 febbraio 2006 | CD                        | Sugar               |
| Stati Uniti    | 6 marzo 2006     | CD                        | Wea                 |
| Grecia         | 20 marzo 2006    | CD                        | EMI, Capitol, Minos |
| Germania       | 7 aprile 2006    | CD Download digitale      | EMI, Capitol        |
| Austria        | 7 aprile 2006    | CD Download digitale      | EMI, Capitol        |
| Regno Unito    | 7 aprile 2006    | Download digitale         | EMI, Capitol        |
| Svizzera       | 7 aprile 2006    | Download digitale         | EMI, Capitol        |
| 21 aprile 2006 | CD               |                           | EMI, Capitol        |
| Europa         | 26 novembre 2007 | Download digitale         | Universal           |
| Stati Uniti    | 18 dicembre 2007 | Download digitale         | Fontana, Universal  |

### Il videoclip
Il videoclip della canzone, diretto da Stefano Veneruso (regista di un episodio di All the Invible Children) e prodotto da MK Film Productions e Rai Cinema, uscì il 30 gennaio 2006 e fu presentato in anteprima su MTV il giorno prima.
Contiene immagini tratte dal film mentre Elisa canta al pianoforte e Tina Turner duetta con lei standovi appoggiata in piedi.
Questo video è incluso nel DVD della raccolta Soundtrack '96-'06, in alcuni Paesi in vendita anche attraverso download digitale.

## Successo commerciale
Il singolo arrivò alla posizione numero 17 della classifica annuale dei singoli più venduti in Italia nel 2006.
Rimase al 1º posto per una settimana riuscendo a strappare la vetta a Hung Up di Madonna, che dominava la classifica da ben 14 settimane. Madonna riuscì a riconquistare la vetta la settimana successiva con Sorry, facendo scendere Elisa e Tina Turner alla posizione numero 2. Il duetto restò per tredici settimane all'interno della top 20.

## Tracce
Testi e musiche di Elisa Toffoli, musica di Ali Soleimani Noori.
CD
1. Teach Me Again – 4:35
2. Teach Me Again (Instrumental) – 4:35
3. Teach Me Again (Elisa's Version) – 4:42
4. Teach Me Again (video) – 4:36

Download digitale
1. Teach Me Again – 4:35
2. Teach Me Again (Instrumental) – 4:35
3. Teach Me Again (Elisa's Version) – 4:42

CD promozionale
1. Teach Me Again – 4:35

## Classifiche

### Classifica settimanale
| Classifica (2006) | Posizione massima |
| ----------------- | ----------------- |
| Italia            | 1                 |

### Classifica di fine anno
| Classifica (2006) | Posizione |
| ----------------- | --------- |
| Italia            | 72        |